# Рогізненський (заказник)
Рогі́зненський зака́зник — гідрологічний заказник місцевого значення в Україні. Об'єкт розташований на території Любешівського району Волинської області, с. Ветли. 
Площа — 610,2 га, статус отриманий у 1998 році. Входить до складу  національного природного парку «Прип'ять-Стохід».
Охороняється озеро карстового походження Рогізне площею 103,2 га, довжиною 1,7 км, шириною 0,9 км, максимальною глибиною 2,7 м, а також болото в урочищі «Мотовило». Дно озера на 50–60 % заросле водоростями. Трапляються угруповання латаття білого та глечиків жовтих, занесені до Зеленої книги України. 
Серед прибережної трав'яної та чагарникової рослинності зростають береза повисла (Betula pendula), Верба біла (Salix alba), крушина ламка (Frangula alnus) та вільха чорна (Alnus glutinosa). 
Заказник входить до складу водно-болотних угідь міжнародного значення, що охороняються Рамсарською конвенцією головним чином як середовища існування водоплавних птахів, а також до Смарагдової мережі Європи. У заказнику трапляється рідкісний вид птахів, занесений до Червоної книги України та міжнародних червоних списків – лелека чорний (Ciconia nigra).